# Laupstad (Troms)
Laupstad est une localité du comté de Troms, en Norvège.

## Géographie
Administrativement, Laupstad fait partie de la kommune d'Ibestad.